# Grotte di Montevicoli
Le grotte di Montevicoli sono un sistema di cavità naturali ubicate nell'omonima contrada a circa 1,5 km dall'abitato di Ceglie Messapica. 
Scoperte nei primi anni sessanta durante la risistemazione di un muretto a secco, le grotte sono state intensivamente visitate fino al 1996. All'interno dall'anno di apertura fino al 1996  veniva allestito ogni anno nel periodo natalizio un presepe artistico.

Dopo l'anno di chiusura le grotte sono state aperte solo saltuariamente e per brevi periodi.

Il 30  dicembre 2014 la civica amministrazione ha provveduto all'acquisto dell'area soprasuolo alle grotte. Dopo l'acquisto della porzione di terreno negli ultimi mesi del 2015 l'amministrazione comunale utilizzando dei finanziamenti europei nell'ambito programma di cooperazione Grecia-Italia 2007-2013 ha eseguito all'interno delle grotte lavori di riqualificazione e messa in sicurezza del percorso di visita lungo circa 100 m. Le grotte sono quindi state riaperte il 19 dicembre 2015.
Alla grotta si accede tramite un cancello che protegge l'ingresso ampliatio artificialmente al fine di facilitare l'accesso. Scesi i primi tredici scalini, si giunge nel primo ambiente. A sei metri dall'ingresso si notano le prime stalagmiti e colonne. A destra si trova un piccolo ambiente contenente una pozza alimentata da acque di stillicidio. Proseguendo il percorso si costeggia una colonna centrale che fa da preludio alla sala ricca di imponenti e suggestivi speleotemi. La grotta è lunga circa 50 m.

## Galleria d'immagini

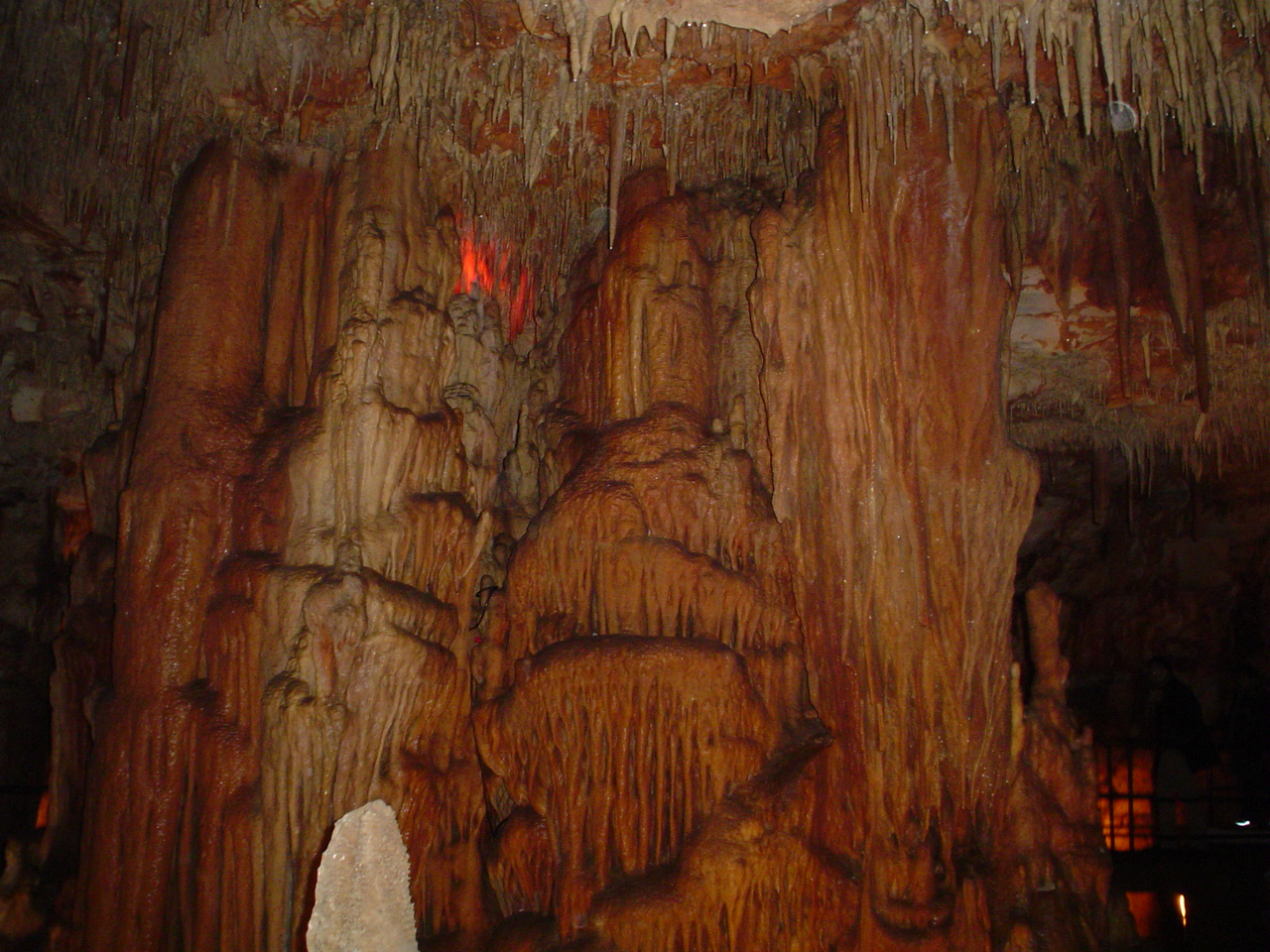
Grotte di Montevicoli
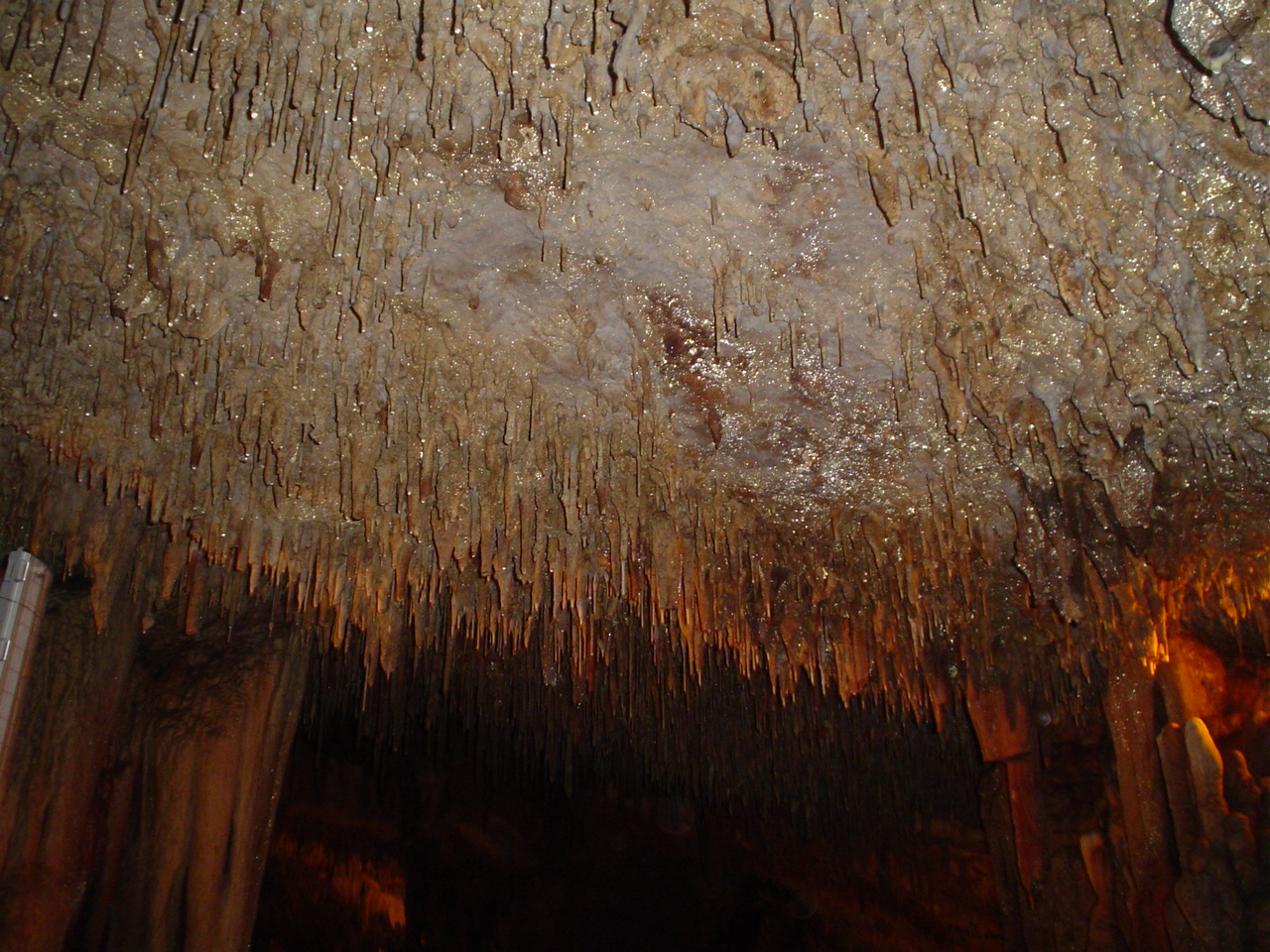
Grotte di Montevicoli
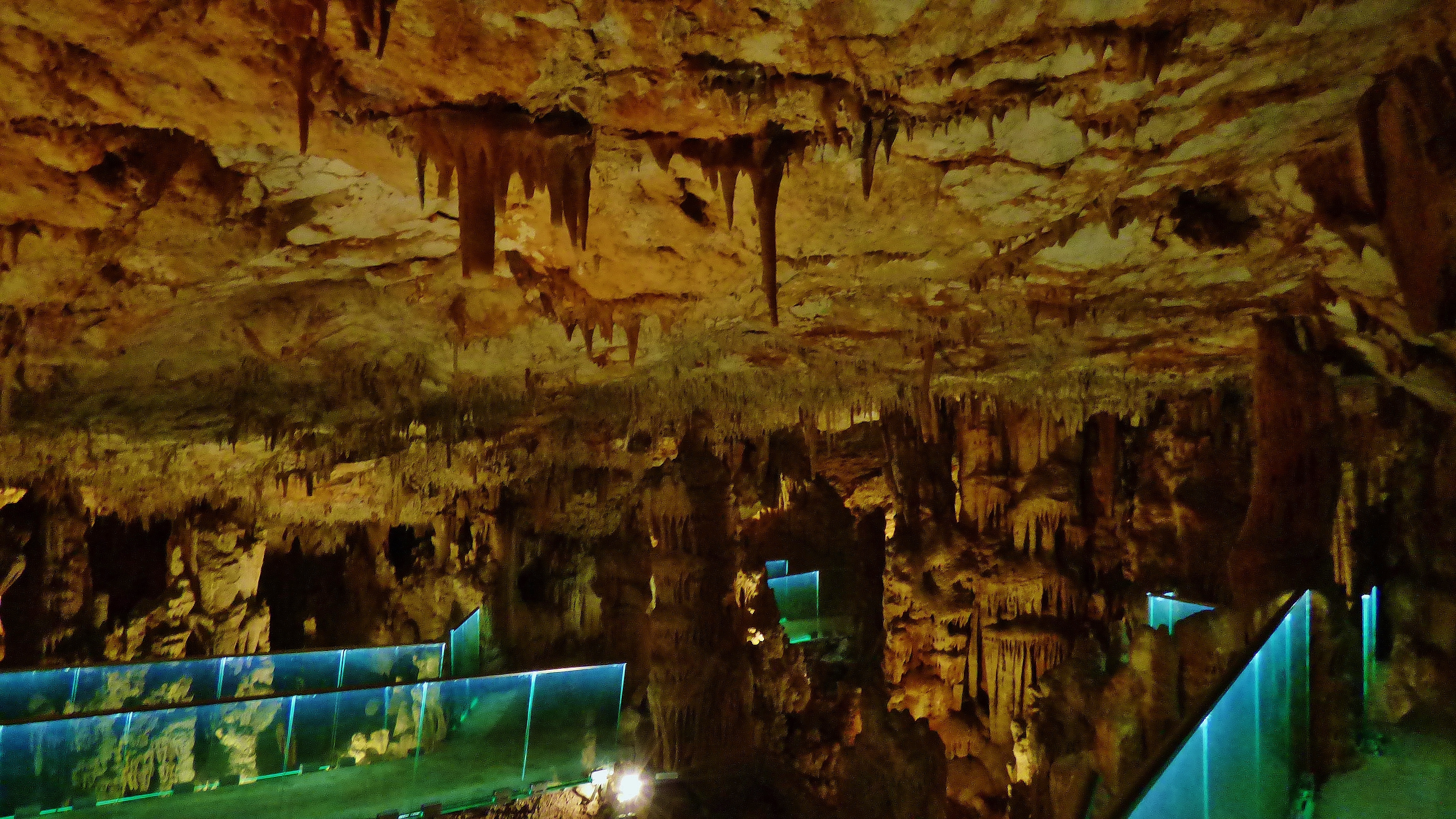
Vista della sala